# Clemente Pamplona Blasco
Clemente Pamplona Blasco (Bronchales, Terol, 1917 - Puerto de Santa María, Cadis, 2001) va ser un periodista de premsa, ràdio i televisió, així com guionista i director de cinema espanyol. Destacat falangista, en la seva faceta periodística va arribar a col·laborar amb diversos mitjans pertanyents a la Cadena de Prensa del Movimiento.

## Biografia
Nascut en la localitat turolense de Bronchales en 1917, era fill d'un veterinari i va ser el menor de dotze germans.
Militant de Falange des de desembre de 1933, va ser un dels fundadors del partit a la província de Terol. després de l'esclat de la Guerra civil es va unir a les forces revoltades. Va fundar el setmanari Lucha, del qual seria el seu director. Després de l'inici de la batalla de Terol, al desembre de 1937, va ser ferit greument i va arribar a ser donat per mort en la confusió que va regnar durant l'assalt republicà. En acabar la contesa, a l'agost de 1939 es va integrar en la redacció del diari Levante de València. Posteriorment seria nomenat director del diari terolenc Lucha. Va continuar dirigint el diari Lucha fins a 1945, quan —després de mantenir diverses diferències amb el governador civil Aniceto Ruiz Castillejo— va ingressar en Ràdio Nacional d'Espanya a Madrid. Posteriorment va ser corresponsal d'RTVE en Lisboa, director de la revista Tele-Radio i va ingressar en la plantilla de RTVE, on va exercir com a director d'informatiu.
En 1950 va guanyar el concurs de guions de Cifesa amb Agustina de Aragón, que traslladaria a la pantalla Juan de Orduña. Va debutar com a director amb la pel·lícula Pasos (1957), protagonitzada per Alfredo Mayo i Lina Rosales, que va representar a Espanya en el Festival Internacional de Cinema de Sant Sebastià. El guió havia estat premiat pel Sindicat Nacional d'Espectacles. A l'any següent va dirigir Farmacia de guardia (1958). Encara que probablement el seu major èxit va ser Don José, Pepe y Pepito (1960), basada en una novel·la de Juan Ignacio Luca de Tena, inerpretada per Manolo Morán, Pepe Isbert i l'actriu mexicana Ana Esmeralda.
Va dirigir el diari barceloní Solidaridad Nacional, entre 1967 i 1969. Va morir en la població gaditana d'El Puerto de Santa María, en 2001. A la localitat de Bronchales, on va néixer, hi ha un carrer amb el seu nom.

## Família
Es va casar amb Amparo Lleó i la saga artística ha continuat amb la seva filla, l'actriu Amparo Pamplona, i la seva neta, la també actriu, Laura Pamplona. El seu germà Manuel, també falangista, arribaria exercir com a governador civil de diverses províncies.

## Filmografia

### Com a guionista
1950
- Agustina de Aragón, dirigida per Juan de Orduña.

1951
- Cerca del cielo, dirigida per Mariano Pombo i Domingo Viladomat.

1954
- Dos caminos, dirigida per Arturo Ruiz Castillo.

1955
- Kubala, los ases buscan la paz, dirigida per Arturo Ruiz Castillo.

1956
- Pasión en el mar, dirigida per Arturo Ruiz Castillo.

1958
- Farmacia de guardia, dirigida per Clemente Pamplona.

1959
- Pasos de angustia, dirigida per Clemente Pamplona.

1961
- Kilómetro 12, dirigida per Clemente Pamplona.

1962
- La chica del gato, dirigida per Clemente Pamplona.

### Como director
1957
- Pasos

1958
- Farmacia de guardia

1960
- Don José, Pepe y Pepito

1961
- Kilómetro 12
- Historia de un hombre

1962
- La chica del gato